# Juszkowo (rejon diemidowski)
Juszkowo (ros. Юшково) – wieś (ros. деревня, trb. dieriewnia) w zachodniej Rosji, w osiedlu wiejskim Titowszczinskoje rejonu diemidowskiego w obwodzie smoleńskim.

## Geografia
Miejscowość położona jest nad Wiatszą, przy drogach regionalnych 66K-28 (R120 – Rudnia – Diemidow) i 66N-0511 (66K-28 / Juszkowo – Dubrowka – Zalesje), 9,5 km od centrum administracyjnego osiedla wiejskiego (Titowszczina), 12,5 km od centrum administracyjnego rejonu (Diemidow), 61 km od stolicy obwodu (Smoleńsk), 23,5 km od granicy z Białorusią.
W granicach miejscowości znajdują się ulice: Dubrowskaja, Rudnianskaja.

## Demografia
W 2010 r. miejscowość zamieszkiwało 46 osób.

## Historia
W czasie II wojny światowej od lipca 1941 roku wieś była okupowana przez hitlerowców. Wyzwolenie nastąpiło we wrześniu 1943 roku.
Na mocy uchwały z dnia 28 maja 2015 roku wszystkie miejscowości (w tym Juszkowo) zlikwidowanej jednostki administracyjnej Dubrowskoje weszły w skład osiedla wiejskiego Titowszczinskoje.